# Alice (japanische Sängerin)
Alice Peralta (japanisch ペラルタ・アリス; * 2. März 1990 in Fukushima, Präfektur Fukushima, Japan) ist eine J-Pop-Singer-Songwriterin mit Pop- und R&B-Einflüssen. Sie war die Siegerin bei Voice of McDonald’s 2010 und bekam dadurch einen Plattenfirmen-Vertrag bei SME Records. Bekannt ist sie unter ihrem Vornamen Alice.

## Leben
Alice ist Tochter eines in Guam geborenen US-Amerikaners und einer Japanerin. In einem Interview erzählte sie, dass sie schon seit klein auf Sängerin werden wollte. Mit dem 18. Lebensjahr zog sie von ihrer Heimatstadt Fukushima nach Tokio um ihren Traum zu erfüllen. Sie fing an für McDonald’s zu arbeiten und ging nebenbei zum Gesangsunterricht und schrieb eigene Lieder. Im Jahr 2009 veranstaltete McDonald’s zusammen mit Sony Music Entertainment Japan die Casting-Show Voice of McDonald’s 2010, in dem nur McDonald’s-Mitarbeiter teilnehmen durften. Sie kam unter die 11 Finalisten, von 14.168 Teilnehmern mit ihrem eigenen Lied 18ager. Später wurde sie die Gewinnerin und bekam den Hauptpreis, einen Plattenvertrag mit SME Records.
Am 14. Juli 2010 veröffentlichte sie ihre Debütsingle Ichibanboshi (jap. イチバンボシ). Die Single wurde von 3.600 McDonald’s-Restaurants in Japan beworben, indem man das Lied im Geschäft als Hintergrundmusik laufen ließ und man das Single-Cover auf 7.500.000 Servierbrettern druckte. Die Single erreichte jedoch keine große Aufmerksamkeit und verkaufte sich nur 529-mal mit einem Charts-Einstieg von #107, in den Oricon-Charts.

## Diskografie

### Alben
| Jahr | Titel    | Höchstplatzierung, Gesamtwochen, AuszeichnungChartsChartplatzierungen (Jahr, Titel, Platzierungen, Wochen, Auszeichnungen, Anmerkungen) | Anmerkungen                                              |
| Jahr | Titel    | JP | Anmerkungen                                              |
| ---- | -------- | --- | -------------------------------------------------------- |
| 2011 | Just One | JP100 (2 Wo.)JP | Erstveröffentlichung: 27. Juli 2011 Verkäufe JP: + 1.044 |

### Singles
| Jahr | Titel Album                          | Höchstplatzierung, Gesamtwochen, AuszeichnungChartsChartplatzierungen (Jahr, Titel, Album, Platzierungen, Wochen, Auszeichnungen, Anmerkungen) | Anmerkungen                                             |
| Jahr | Titel Album                          | JP | Anmerkungen                                             |
| ---- | ------------------------------------ | --- | ------------------------------------------------------- |
| 2010 | Ichibanboshi (イチバンボシ) Just One | JP107 (1 Wo.)JP | Erstveröffentlichung: 14. Juli 2010 Verkäufe JP: + 529  |
| 2010 | I Wanna… Just One                    | — | Erstveröffentlichung: 6. Oktober 2010 mit Co-Key        |
| 2011 | Moving On Just One                   | JP63 (2 Wo.)JP | Erstveröffentlichung: 8. Juni 2011 Verkäufe JP: + 1.781 |
| 2012 | X Lovers –                           | — | Erstveröffentlichung: 8. Juni 2011 mit Shun             |
| 2013 | X Lovers II –                        | — | Erstveröffentlichung: 20. März 2013 mit Shun            |

## Lieder
Geordnet nach Veröffentlichung
1. Ichibanboshi (イチバンボシ)
2. Baby Girl
3. Only U
4. Do It Do It
5. Rhythm (リズム)
6. Moving On
7. Perfect Girl
8. Laugh
9. Alice !n Wonderland
10. Floor Game
11. Egao de Irareru You ni (笑顔でいられるように)
12. Heart
13. XOXO
14. Hikari (光)
15. Believe My Way
16. Ever After
17. Choice
18. Can’t Wait
19. Clock
20. Be Just and Fear Not
21. Okey-Dokey
22. Rainbow
23. Heaven
24. Lovely Christmas
25. Namida
26. Spotlight

- Zusammenarbeiten

1. Missing (mit Aklo)
2. I Wanna (mit Co-Key (von Mc²))
3. Time-Limit (mit Shun)
4. X Lovers (mit Shun)
5. Beautiful (mit Hiromi)
6. Hitokotode (ヒトコトでいいの…) (mit KJ)
7. Anata no Kiss wo Kazoemashō: You Were Mine (New Recording) (あなたのキスを数えましょう) (mit Dohzi-T)
8. 007 (mit Klooz)
9. Futari Gokko (ふたりごっこ) (mit Skoop on Somebody)
10. X Lovers II (mit Shun)
11. Work Hard (mit Ken the 360)
12. Tonight (mit Dohzi-T)

- Übergänge

1. Prologue